# Liberatus Sangu
Liberatus Sangu (ur. 19 lutego 1963 w Mwazye) – tanzański duchowny katolicki, biskup diecezjalny Shinyanga od 2015.

## Życiorys
Święcenia kapłańskie otrzymał 9 lipca 1994 i został inkardynowany do diecezji Sumbawanga. Był m.in. wychowawcą dla uczniów niższego seminarium oraz dla roczników propedeutycznych wyższego seminarium, dyrektorem kurialnego wydziału ds. powołań oraz diecezjalnym duszpasterzem młodzieży. W latach 2008–2015 pracował w Kongregacji ds. Ewangelizacji Narodów.
2 lutego 2015 papież Franciszek mianował go biskupem diecezjalnym Shinyanga. Sakry udzielił mu 12 kwietnia 2015 metropolita Dar-es-Salaam - kardynał Polycarp Pengo.